# Catigny
Catigny é uma comuna francesa na região administrativa de Altos da França, no departamento de Oise. Estende-se por uma área de 6,68 km². Em 2010 a comuna tinha 194 habitantes (densidade: 29 hab./km²).